# Індіан-Гед-Парк (Іллінойс)
Індіан-Гед-Парк (англ. Indian Head Park) — селище (англ. village) в США, в окрузі Кук штату Іллінойс. Населення — 4065 осіб (2020).

## Географія
Індіан-Гед-Парк розташований за координатами 41°46′6″ пн. ш. 87°53′51″ зх. д. / 41.76833° пн. ш. 87.89750° зх. д. (41.768433, -87.897405).  За даними Бюро перепису населення США в 2010 році селище мало площу 2,43 км², з яких 2,41 км² — суходіл та 0,02 км² — водойми.

## Демографія
Згідно з переписом 2010 року, у селищі мешкало 3809 осіб у 1806 домогосподарствах у складі 989 родин. Густота населення становила 1566 осіб/км².  Було 1928 помешкань (793/км²).
Расовий склад населення:
| - 92,3 % — білих - 3,0 % — азіатів - 1,7 % — чорних або афроамериканців - 0,1 % — корінних американців - 1,3 % — осіб інших рас |

До двох чи більше рас належало 1,6 %. Частка іспаномовних становила 5,1 % від усіх жителів.
За віковим діапазоном населення розподілялося таким чином: 15,0 % — особи молодші 18 років, 55,0 % — особи у віці 18—64 років, 30,0 % — особи у віці 65 років та старші. Медіана віку мешканця становила 54,2 року. На 100 осіб жіночої статі у селищі припадало 80,4 чоловіків;  на 100 жінок у віці від 18 років та старших — 76,7 чоловіків також старших 18 років.
Середній дохід на одне домашнє господарство  становив 134 852 долари США (медіана — 81 013), а середній дохід на одну сім'ю — 171 397 доларів (медіана — 117 115). За межею бідності перебувало 2,8 % осіб, у тому числі 0,0 % дітей у віці до 18 років та 3,4 % осіб у віці 65 років та старших.
Цивільне працевлаштоване населення становило 1759 осіб. Основні галузі зайнятості: освіта, охорона здоров'я та соціальна допомога — 31,3 %, науковці, спеціалісти, менеджери — 15,0 %, фінанси, страхування та нерухомість — 13,8 %.